# Felix von Borcke
Ewald Wilhelm Felix von Borcke (* 5. März 1784 in Treuenbrietzen; † 14. August 1863 in Berlin) war ein preußischer Generalleutnant und Kommandant der Festung Jülich.

## Leben

### Herkunft
Seine Eltern waren der Generalleutnant Friedrich Adrian von Borcke (1734–1806) und dessen Ehefrau Sophie Elisabeth, geborene Lüdicke (* 1. Dezember 1753; † 12. Januar 1809).

### Militärlaufbahn
Borcke sollte eine Erziehung am königlichen Hof erhalten, bekam am 4. Mai 1793 zunächst aber nur eine Anwartschaft zur Aufnahme bei den Hofpagen. Im Jahr 1795 kam er dann als Page zum König Friedrich Wilhelm II. Nach dessen Tod wurde er 1797 als Page bei dessen Nachfolger Friedrich Wilhelm III. Von dort trat Borcke am 29. März 1800 als Fähnrich in das Infanterieregiment „von Owstin“ der Preußischen armee ein und avancierte am 26. September 1802 zum Sekondeleutnant. 1804/05 absolvierte er zur weiteren Ausbildung die Allgemeine Kriegsschule von Scharnhorst. Während des Vierten Koalitionskrieges wurde Borcke 1806 im Gefecht bei Lübeck gefangen genommen und daraufhin inaktiv gestellt.
Am 8. November 1811 erhielt er seinen Abschied mit der Erlaubnis seine Armeeuniform weiterhin tragen zu dürfen. Borcke zog sich nach Stettin zurück. Im Vorfeld der Befreiungskriege kam er am 1. Juni 1813 als Kapitän und Kompaniechef in das 2. Kurmärkische Landwehrregiment. Während der Kriege kämpfte er in den Schlachten von Großbeeren, Dennewitz, Leipzig und Ligny. Ferner war er beim Sturm auf Herzogenbusch, der Einnahme von Lille sowie den Gefechten bei Jühnsdorf und Wavre. Für Dennewitz erhielt Borcke das Eiserne Kreuz II. Klasse, für Ligny das Kreuz I. Klasse.
Nach dem Krieg wurde er am 20. Juni 1816 in das Berliner Garde-Landwehr-Regiment versetzt. Von dort folgte am 30. März 1817 seine Versetzung als Major in das 2. Rheinische Grenadier-Landwehr-Regiment, sowie am 8. April 1817 die Ernennung zum Regimentskommandeur. Im Jahr 1820 kam er dann als Kommandeur zum II. Bataillon des 4. Garde-Landwehr-Regiment in Koblenz. Borcke stieg am 30. März 1833 zum Oberstleutnant auf und am 30. März 1834 mit der Führung des 34. Infanterie-Regiments beauftragt. Mit seiner Beförderung zum Oberst ernannte man ihn am 30. März 1835 zum Regimentskommandeur. In dieser Stellung erhielt Borcke am 18. Januar 1839 den Roten Adlerorden III. Klasse mit Schleife. Am 30. März 1840 wurde er als Kommandeur in die 14. Landwehr-Brigade versetzt und am 11. April 1840 dem 34. Infanterie-Regiment aggregiert. Zudem bekam er am 10. September 1840 die Beförderung zum Generalmajor. Am 27. März 1847 wurde Borcke Kommandeur der 13. Infanterie-Brigade und am 26. September 1847 mit dem Stern zum Roten Adlerorden II. Klasse ausgezeichnet. Vom 7. März 1848 bis zum 30. Mai 1849 fungierte Borcke als Kommandant von Jülich und wurde anschließend unter Verleihung des Charakters als Generalleutnant zur Disposition gestellt. Er starb am 14. August 1863 in Berlin und wurde am 17. August 1863 auf dem Garnisonfriedhof beigesetzt.

### Familie
Borcke heiratete am 30. März 1811 in Stettin Friederike Luise von Owstin (* 21. November 1784; † 22. Februar 1847), verwitwete von Normann aus dem Haus Quilow, aus ihrer ersten Ehe die Mutter des Landschaftsmalers Rudolf von Normann.
Das Paar hatte folgende Kinder:
- Wilhelmine Philippine Elisabeth Sophie (* 1812; † 23. November 1826)
- Friedrich Felix Bernhard Ferdinand (1811–1883), preußischer Generalleutnant ⚭ 1847 Pauline von Gundlach (* 13. Juni 1826; † 3. Februar 1886)
- Karl Felix Heinrich Rudolf Wilhelm (1815–1820)
- Ernestine Friederike Wilhelmine Mathilde (* 23. April 1817; † 1818)